# Rudolf Otto Caesar

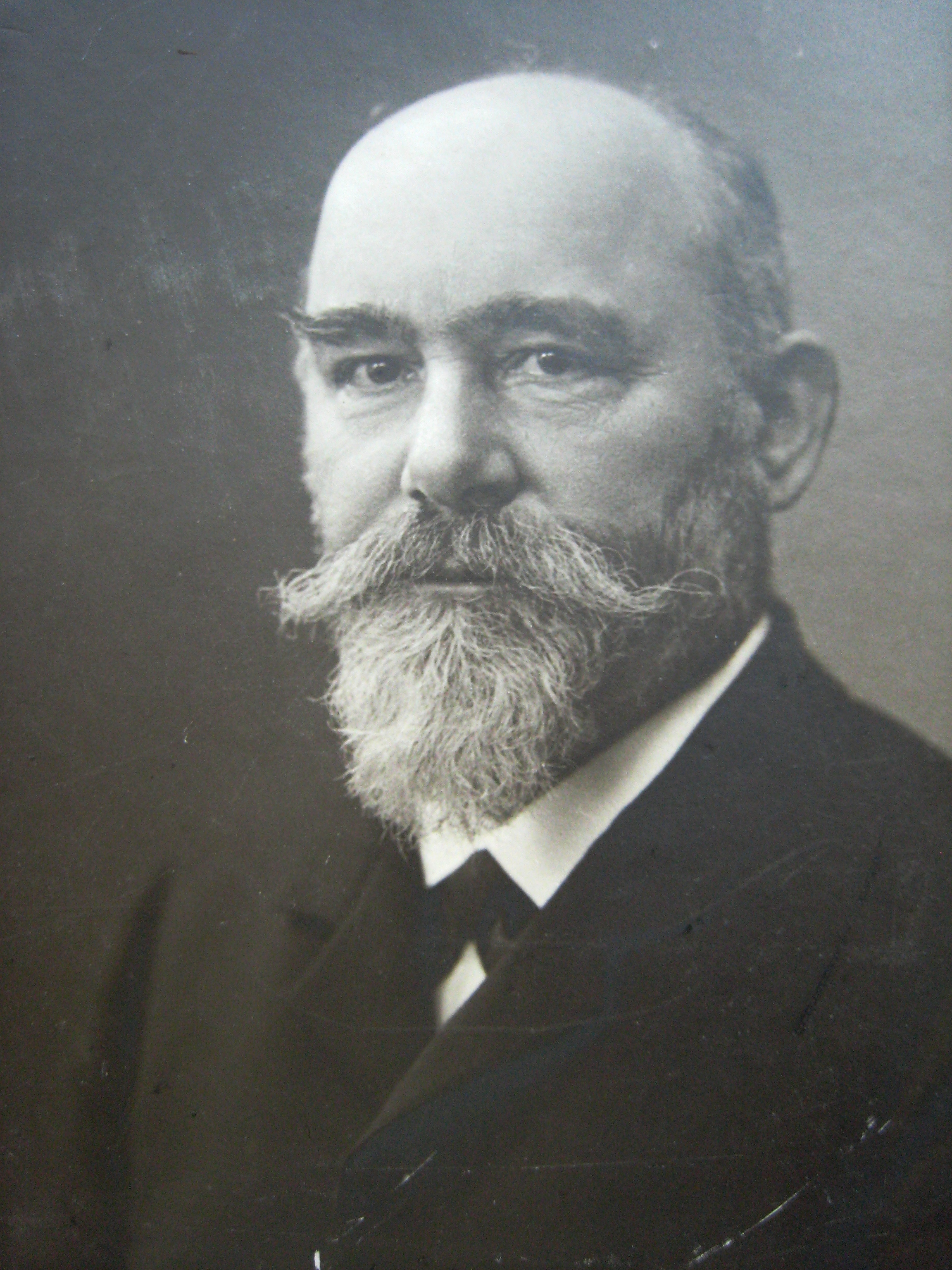
Rudolf Otto Caesar

Rudolf Otto Caesar (* 20. November 1840 in Schleibnitz; † 24. November 1925 in Altona) war Geheimer Oberbaurat, Eisenbahnbaufachmann und Mitglied der königlichen Eisenbahndirektion.

## Leben
Rudolf Otto Caesar war fünftes von sieben Kindern des Schleibnitzer evangelischen Pfarrers Julius Gustav Caesar und seiner Frau Berta Emilie Luise Grotjan (aus Westeregeln).
Nach dem Besuch des Domgymnasiums Magdeburg studierte er von 1862 bis 1865 an der Technischen Hochschule Berlin Bautechnik, um anschließend als Regierungsbauführer und nach Ablegung der Zweiten Staatsprüfung ab 1870 als Königlicher Regierungsbaumeister zu arbeiten. Nach der Teilnahme an den Kriegen 1866 und 1870/1871 war er bis 1882 als Betriebsinspektor bei der Magdeburg-Halberstädter Eisenbahn in Halberstadt tätig.
Von 1882 bis 1886 war er Mitglied der Betriebsämter Halberstadt und Flensburg; anschließend erfolgte seine Versetzung als Direktor nach Altona (Hamburg). Hier leitete er den Neubau der Bahnhöfe Altona, Kiel, Neumünster und Hamburg sowie ab 1890 den Bau der so genannten Kaiserbahn.
1899 wurde Caesar von höchster Stelle mit der Charakterisierung als Geheimer Baurat ausgezeichnet, im Jahre 1901 folgte seine Ernennung Oberbaurat. 1908 trat er in den Ruhestand, war aber weiterhin an Entwürfen und Bauausführungen beteiligt, unter anderem der Alstertalbahn.

## Auszeichnungen
Rudolf Otto Caesar war Träger des Roten Adler Ordens II. Klasse und des Kronenordens II. Klasse.
Zu seinem 75. Geburtstag wurde ihm die Ehrendoktorwürde der Technischen Hochschule Berlin für seine Verdienste um die Fachwissenschaft verliehen.

## Familie
Rudolf Otto Caesar heiratete am 8. Februar 1873 in Magdeburg die Arzttochter Hedwig Nethe, mit der er den Sohn Franz hatte und die am 25. November 1876 nach der Geburt eines Zwillingspaars verstarb, das ebenfalls nicht überlebte.
Am 12. Juni 1879 heiratete er in Halberstadt die Kaufmanns- und Stadtratstochter Adele Antonie Auguste Engelcke (13. November 1853 – 6. Dezember 1926), mit der er vier Kinder hatte: Margarethe, Adele, Elisabeth und Rudolf. Seine Tochter Margarethe heiratete Rudolf Caesars damaligen Mitarbeiter, den Eisenbahn-Bauingenieur und späteren Hochschullehrer Gustav Schimpff.
Seine Geschwister waren:
- Julius Gustav Caesar
- Franz Heinrich Arndt Caesar
- Erhard († als Kind)
- Marie Luise Caesar verheiratet mit Albert Wilhelm Cramer von Clausbruch und Mutter von Rudolf Cramer von Clausbruch
- Gustav Adolf Caesar
- Bertha († als Kind)